# Giacomo Comincini
Giacomo Comincini (IFA: [ˈdʒa.ko.mo ko.minˈtʃiː.ni]; nascut el 25 d'agost del 1999 a Pavia ) és un estudiós italià i esperantista. És cònsol adjunt per a l'informació de l'Esperanta Civito, membre del Fòrum en nom de Literatura Foiro i membre del comitè científic del Centre Interlingüístic Italià.
Llicenciat en ciències polítiques, ciències socials i estudis asiàtics a Pavia, Itàlia, Comincini és expert de Catalunya i Japó. Va començar a aprendre esperanto el 2021. Entre altres coses, és fundador i director de l'associació d'estudis japonesos de la Universitat de Pavia, Tadaima! , i secretari general del grup de pressió alemany Foreign Friends of Catalonia.

## Carrera acadèmica
Giacomo Comincini va estudiar a l'institut clàssic "Ugo Foscolo" de Pavia, on va estudiar història i filosofia; va guanyar el premi de secundària ASUF el 2018. Entre el 2016 i el 2017 va ser redactor en cap de la revista cultural de l'institut, Il Setaccio.
El 2018 es va incorporar a la Universitat de Pavia, on va estudiar ciències polítiques, i a l'Institut Universitari IUSS, on va estudiar ciències socials. El 2021 es va graduar en ambdues institucions, amb diplomes respectivament en dret europeu (cas Junqueras) i teoria política japonesa (principalment en Ozawa Ichirō).
El mateix any va iniciar cursos de postgrau en estudis asiàtics (a la Universitat) i ciències socials (IUSS). Durant aquest període va viure, durant sis mesos, a Oita, Japó . El 2023 es va graduar amb una tesi universitària sobre història del Japó (terrorisme d'esquerres ); L'any següent va completar la seva carrera a la IUSS amb una tesi sobre la història de Singapur, concretament sobre la creació d'un sentit d'identitat nacional sota el Partit d'Acció Popular.
Entre 2018 i 2023 va ser membre del Collegio Ghislieri.
L' any 2023 va fundar el grup d'estudi Tadaima! , que va organitzar diversos esdeveniments dins del departament de ciències polítiques de la Universitat de Pavia sobre cultura i història japoneses.
El 2024 es va convertir en candidat a doctorat a la Universitat de Pavia, investigant la història de les Amami dins de l'àrea cultural i política de les Ryukyu al segle XX. Des del 2025 també és el comissari del concurs d'història cívica "Il Tempo della Storia".

## Esperantisme

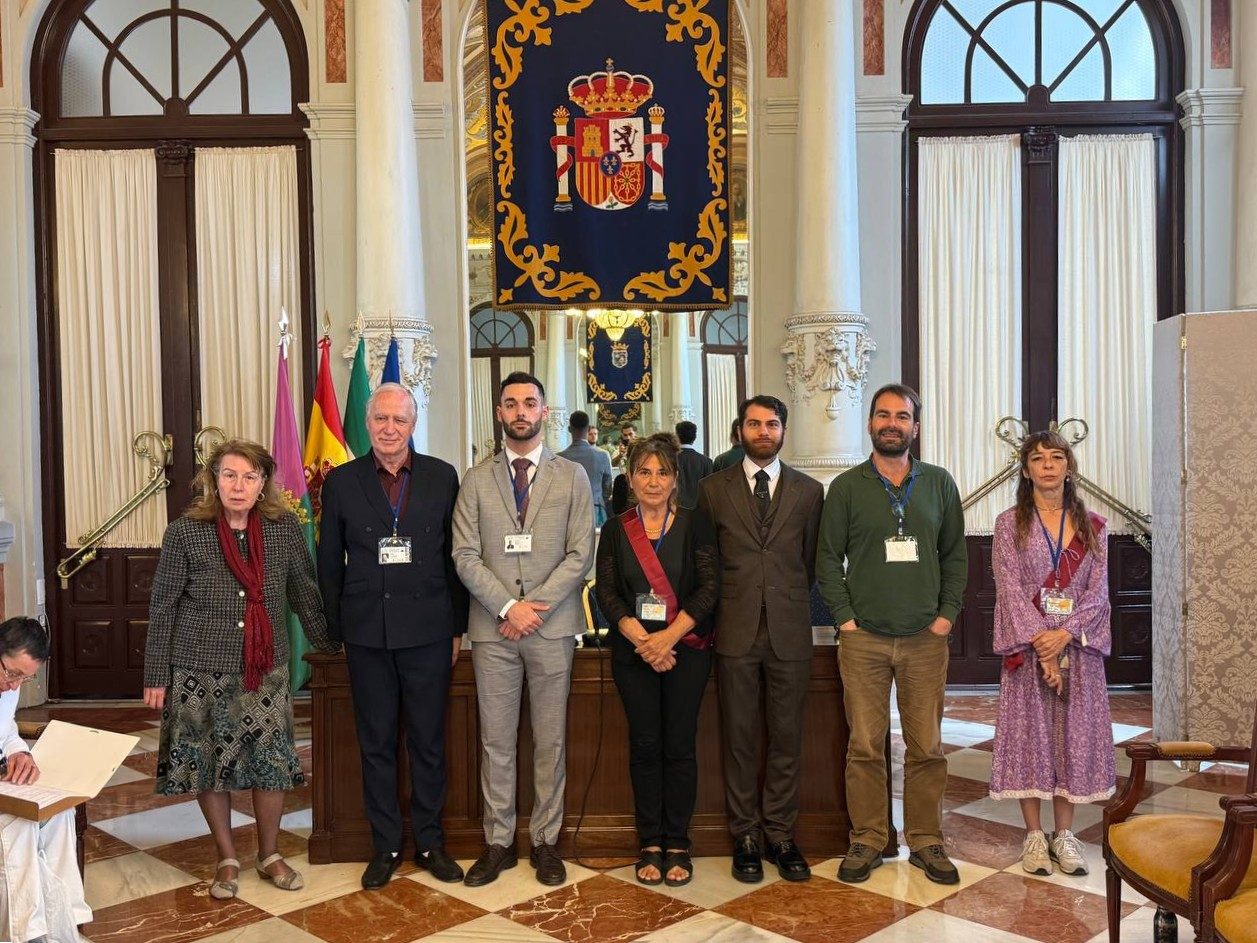
El govern de la Esperanta Civito (2025-2029)

Giacomo Comincini va començar a aprendre esperanto l'any 2021, com a part del curs de llengua i cultura d' Alessio Giordano a Pavia. El novembre de 2024 es va convertir en ciutadà de la Esperanta Civito ("Comunitat dels Ciutadans Esperanto"), amb motiu d'un simposi a La Chaux-de-Fonds, Suïssa, organitzat pel Centre Cultural Esperantista (KCE). La seva petició de ciutadania va ser mediada per Literatura Foiro, delegat de la qual va esdevenir al Fòrum al desembre. És col·laborador gràfic de la revista i va començar a dissenyar les portades dels números a partir del gener de 2025.
Va ser nomenat cònsol adjunt d'informació dins del govern liderat per Lorena Bellotti, amb delega a les xarxes socials, canals d'informació externs, en part joventut. El Parlament esperanto el va ratificar en el càrrec viceconsular a finals de març de 2025. També esdevingué cap del departament d'heràldica de la Esperanta Civito, amb el mandat d'escriure un llibre d'escuts i promoure la renovació dels escuts dels establiments pactats de la Civito.
El comitè directiu del Centre Interlingüístic Italià (IIC) el va cooptar al comitè científic de l'associació el febrer 2025 . En conseqüència, va escriure un pla per revitalitzar IIC i va organitzar el seu primer esdeveniment després de la pandèmia: una conferència acadèmica a Pavia sobre l'ús de l'esperanto a Manxukuo.
Dins de l'activitat del consorci, també treballa com a representant en contextos internacionals, com en el cas d'Amics de la Natura. i del Club Internacional PEN
De tant en tant col·labora a Heroldo Komunikas i Heroldo de Esperanto. Amb Alessio Giordano anota i tradueix L'Ideari Andalus de Blas Infante en italià i esperanto.

## Catalanisme

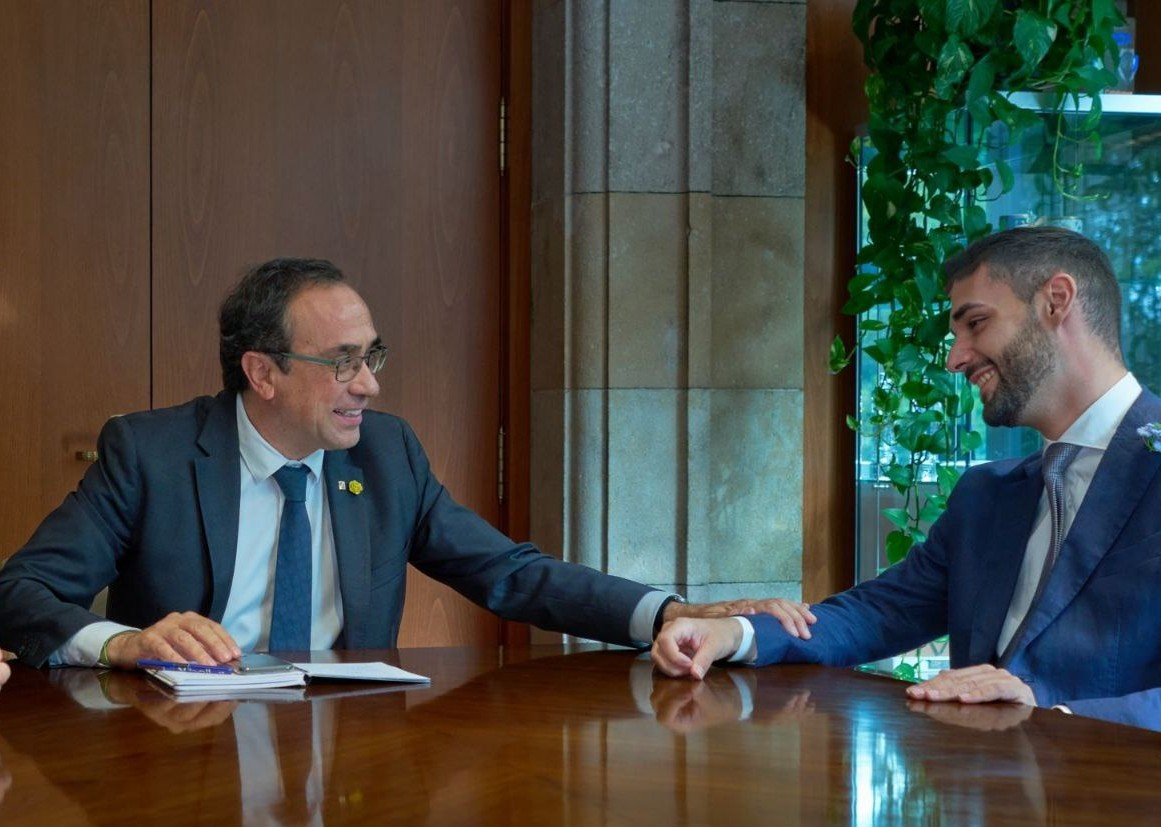
Comincini amb el president del Parlament de Catalunya, Josep Rull, l'any 2024

Giacomo Comincini va començar a aprendre català l'any 2018 i es va convertir en membre del moviment catalanista . Participant en les iniciatives del grup de pressió de Foreign Friends of Catalonia (FFC) els anys 2018 i 2019, va coorganitzar l'acte Catalonia Open Doors (2020). Va representar el grup amb motiu de la presa de possessió del Consell de la República  liderat per Carles Puigdemont, el desembre de 2018, a Brussel·les.
Els membres el van escollir secretari general de FFC el 2022 virtualment i de nou el 2024 a Barcelona.
Va ser militant d'Acció per la República, fracció d'esquerres de Junts, i proper a Poble Lliure.

## Vida personal
Giacomo viu a Itàlia i parla molts idiomes: entre ells italià, anglès, català, castellà, japonès i esperanto. També va estudiar gallec i francès, mentre que a l'institut traduïa del llatí i del grec antic. Políticament, és progressista, socialista i republicà. El 2013 va ser membre de Joves Demòcrates, i el 2017 de Possibile.